# マレー・ローズ
イアン・マレー・ローズ（Iain Murray Rose, 1939年1月6日 - 2012年4月15日）は、イギリス生まれの競泳選手である。1歳の時に家族と共にオーストラリアへ移住。

## 人物
1956年 メルボルンオリンピックの自由形400mと1,500m及びリレー（4×200m）の3種目で金メダルを獲得。17歳での金メダル3個は史上最年少であり、母国でのオリンピックでもあることから一躍国民的英雄となった。その後南カリフォルニア大学へ留学。1960年のローマオリンピックでも3個のメダルを獲得し「史上最高のスイマー」と言われた。
同じ自由形長距離種目の山中毅の壁となり続けたが、二人は同年同月の生まれで南カリフォルニア大学の僚友でもあり仲が良かった。先祖はスコットランド貴族。1965年には国際水泳殿堂に選出された。
2012年4月15日、オーストラリア・シドニーにて白血病のために死去。73歳没。